# あなたにしかできないこと
「あなたにしかできないこと」は、日本の男性歌手、ダイスケのメジャー3枚目のシングル。

## 概要
表題曲「あなたにしかできないこと」は、日本テレビ系情報番組『ZIP!』内のコーナー「ZIPPEI スマイルキャラバン」→「ZIP!スマイルキャラバン」のテーマソング。初回仕様限定盤には、ダイスケ&ZIPPEIカードが封入されている。
オリコンシングルチャートではタイアップ効果もあり、初めてベスト10入りを果たした。

## 収録曲
（全曲 作詞・作曲：ダイスケ、編曲：鈴木Daichi秀行） 
1. あなたにしかできないこと [4:51]
  - 日本テレビ系『ZIP!』内「ZIPPEI スマイルキャラバン」テーマソング
2. 空想ワンダーランド [3:07]
3. いつだって。（アコースティックバージョン） [4:27]
4. あなたにしかできないこと（Instrumental）